# Тимофей Константинопольский

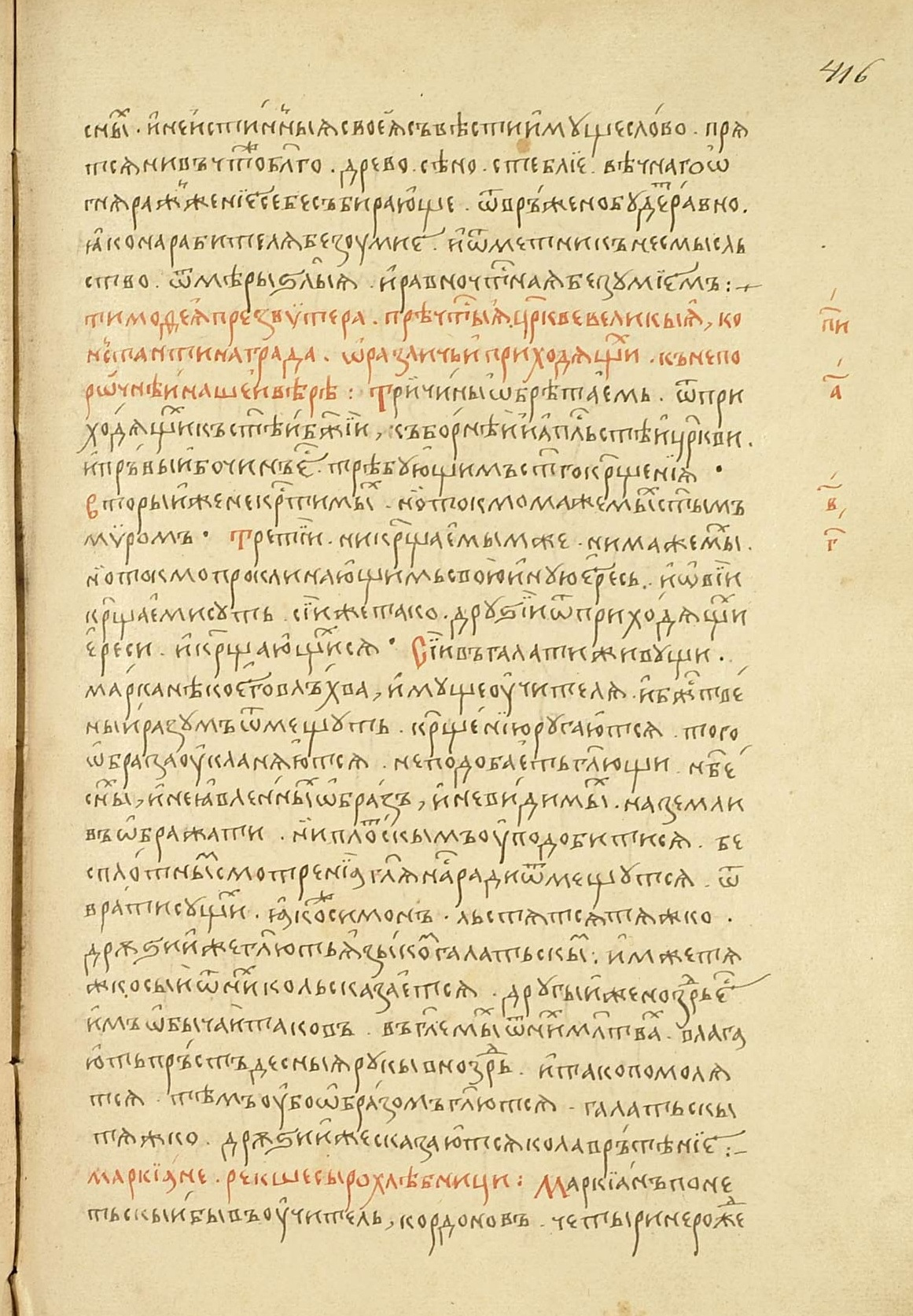
Сочинение. «Тимофея пресвитера, пресвятые и великие Церкви. О различии приходящих к непорочной нашей вере.» Кормчая, полуустав, Рукопись № 205. (1955.), XVI века. Библиотека Троице-Сергиевой лавры

Тимофе́й (др.-греч. Τιμόθεος; конец VI века – первая половина VII века) — пресвитер Собора Святой Софии в Константинополе, церковный писатель.
О его жизни практически ничего неизвестно. Известно лишь сочинение этого автора под названием «Τιμοθέου πρεσβυτέρου τῆς άγιωτάτης μεγάλης ἐκκλησίας Κωνσταντινουπόλεως, πρός Ιωάννην πρεσβύτερον τῆς άγιωτάτης τοῦ θεοῦ καθολικῆς ἐκκλησίας, καί σκευοφύλακα τῆς ἀγίας Θεοτόκα τῆς ἐν τοῖς Χαλκοπρατείοις περί διαφοράς τῶν προσερχόμενων τῆ εὐαγεστάτη ημών πίστει.» («Тимофея пресвитера, пресвятые и великие Церкви Константинополя: Иоанну пресвитеру святой, божественной, кафолической церкви и скевофилаксу святой Богородицы в Халкопатрии. О различии приходящих к непорочной нашей вере»). Эта работа представляет  ересиологический трактат, в котором описываются ереси и распределяются на три категории. Первая категория это еретики, которых нужно принимать через Крещение, вторая — еретики, принимаемые через миропомазание, третья — еретики, принимаемые через проклятие ереси. Как видно из названия труд написан для иерея и скевофилакса церкви святой Богородицы в Халкопатрии. Точная дата написания трактата — неизвестна, но из содержания сочинения понятно, что оно написано после Второго Константинопольского собора 553 года. В трактате Тимофея упоминается сочинение Иоанна Филопона «О воскресении», написанное в 560 году. По этой причине время написания сочинения Тимофеем датируется как конец VI века  или как начало VII века.
На древнерусский язык с греческого сочинение Тимофея переведено достаточно давно, в домонгольский период, до середины XIII века. Это произведение включали в состав Кормчих книг. Отрывок из книги Тимофея Никон Черногорец включил в свою книгу «Пандекты». В 1650 году этот отрывок книги Тимофея из «Пандектов» был напечатан в Москве на церковнославянском, он вошёл в состав, так называемой, Иосифской Кормчей, как 70 глава. 
На языке оригинала сочинение было напечатано впервые Йоханнесем Меурзием в Лейдене в 1619 году, произведение Тимофея напечатано в 86 томе Греческой Патрологии.  